# Ange-Freddy Plumain
Ange-Freddy Plumain (Parigi, 2 marzo 1995) è un calciatore francese, centrocampista del Nea Salamis e della nazionale guadalupense.

## Carriera

### Club
Ha giocato nella seconda divisione francese e nella prima divisione dei campionati israeliano, ucraino e cipriota.

### Nazionale
Ha rappresentato le nazionali giovanili francesi Under-16 ed Under-18. Nel 2022 ha esordito con la nazionale di Guadalupa.

## Statistiche

### Cronologia presenze e reti in nazionale
| Cronologia completa delle presenze e delle reti in nazionale ― Guadalupa | Cronologia completa delle presenze e delle reti in nazionale ― Guadalupa | Cronologia completa delle presenze e delle reti in nazionale ― Guadalupa | Cronologia completa delle presenze e delle reti in nazionale ― Guadalupa | Cronologia completa delle presenze e delle reti in nazionale ― Guadalupa | Cronologia completa delle presenze e delle reti in nazionale ― Guadalupa | Cronologia completa delle presenze e delle reti in nazionale ― Guadalupa | Cronologia completa delle presenze e delle reti in nazionale ― Guadalupa |
| Data                                                                     | Città                                                                    | In casa                                                                  | Risultato                                                                | Ospiti                                                                   | Competizione                                                             | Reti                                                                     | Note                                                                     |
| ------------------------------------------------------------------------ | ------------------------------------------------------------------------ | ------------------------------------------------------------------------ | ------------------------------------------------------------------------ | ------------------------------------------------------------------------ | ------------------------------------------------------------------------ | ------------------------------------------------------------------------ | ------------------------------------------------------------------------ |
| 2-6-2022                                                                 | Les Abymes                                                               | Guadalupa                                                                | 2 – 1                                                                    | Cuba                                                                     | CONCACAF Nations League 2022-2023 - 1º turno                             | -                                                                        | 75’                                                                      |
| 5-6-2022                                                                 | Basseterre                                                               | Antigua e Barbuda                                                        | 1 – 0                                                                    | Guadalupa                                                                | CONCACAF Nations League 2022-2023 - 1º turno                             | -                                                                        | 74’                                                                      |
| 9-6-2022                                                                 | Gros Islet                                                               | Barbados                                                                 | 0 – 1                                                                    | Guadalupa                                                                | CONCACAF Nations League 2022-2023 - 1º turno                             | -                                                                        | 89’                                                                      |
| 12-6-2022                                                                | Les Abymes                                                               | Guadalupa                                                                | 2 – 1                                                                    | Barbados                                                                 | CONCACAF Nations League 2022-2023 - 1º turno                             | -                                                                        | 41’                                                                      |
| 23-3-2023                                                                | Les Abymes                                                               | Guadalupa                                                                | 0 – 1                                                                    | Antigua e Barbuda                                                        | CONCACAF Nations League 2022-2023 - 1º turno                             | -                                                                        |                                                                          |
| 16-6-2023                                                                | Fort Lauderdale                                                          | Antigua e Barbuda                                                        | 0 – 5                                                                    | Guadalupa                                                                | Qual. Gold Cup 2023                                                      | -                                                                        | 51’                                                                      |
| 20-6-2023                                                                | Fort Lauderdale                                                          | Guadalupa                                                                | 2 – 0                                                                    | Guyana                                                                   | Qual. Gold Cup 2023                                                      | -                                                                        | 67’                                                                      |
| 27-6-2023                                                                | Toronto                                                                  | Canada                                                                   | 2 – 2                                                                    | Guadalupa                                                                | Gold Cup 2023 - 1º turno                                                 | -                                                                        | 70’                                                                      |
| 1-7-2023                                                                 | Houston                                                                  | Cuba                                                                     | 1 – 4                                                                    | Guadalupa                                                                | Gold Cup 2023 - 1º Turno                                                 | 1                                                                        | 27’                                                                      |
| 4-7-2023                                                                 | Harrison                                                                 | Guadalupa                                                                | 2 – 3                                                                    | Guatemala                                                                | Gold Cup 2023 - 1º Turno                                                 | 1                                                                        | 38’ 75’                                                                  |
| 7-9-2023                                                                 | Basseterre                                                               | Saint Kitts e Nevis                                                      | 1 – 2                                                                    | Guadalupa                                                                | CONCACAF Nations League 2023-2024 - 1º turno                             | -                                                                        | 75’                                                                      |
| 10-9-2023                                                                | Petit-Canal                                                              | Guadalupa                                                                | 4 – 0                                                                    | Sint Maarten                                                             | CONCACAF Nations League 2023-2024 - 1º turno                             | 2                                                                        | 43’ 67’                                                                  |
| 12-10-2023                                                               | Gros Islet                                                               | Saint Lucia                                                              | 2 – 1                                                                    | Guadalupa                                                                | CONCACAF Nations League 2023-2024 - 1º turno                             | -                                                                        | 64’                                                                      |
| 15-10-2023                                                               | Sainte-Anne                                                              | Guadalupa                                                                | 2 – 0                                                                    | Saint Lucia                                                              | CONCACAF Nations League 2023-2024 - 1º turno                             | 2                                                                        | 80’ 82’                                                                  |
| 16-11-2023                                                               | Bridgetown                                                               | Sint Maarten                                                             | 0 – 2                                                                    | Guadalupa                                                                | CONCACAF Nations League 2023-2024 - 1º turno                             | 1                                                                        | 77’                                                                      |
| 19-11-2023                                                               | Sainte-Anne                                                              | Guadalupa                                                                | 5 – 0                                                                    | Saint Kitts e Nevis                                                      | CONCACAF Nations League 2023-2024 - 1º turno                             | -                                                                        | 83’                                                                      |
| 11-10-2024                                                               | Le Gosier                                                                | Guadalupa                                                                | 0 – 1                                                                    | Martinica                                                                | CONCACAF Nations League 2024-2025 - 1º turno                             | -                                                                        | 62’                                                                      |
| 15-10-2024                                                               | Le Gosier                                                                | Martinica                                                                | 0 – 0                                                                    | Guadalupa                                                                | CONCACAF Nations League 2024-2025 - 1º turno                             | -                                                                        | 71’                                                                      |
| 15-11-2024                                                               | Le Gosier                                                                | Isole Cayman                                                             | 0 – 6                                                                    | Guadalupa                                                                | CONCACAF Nations League 2024-2025 - Play-in                              | 1                                                                        | 58’                                                                      |
| 19-11-2024                                                               | Le Gosier                                                                | Guadalupa                                                                | 1 – 0                                                                    | Isole Cayman                                                             | CONCACAF Nations League 2024-2025 - Play-in                              | -                                                                        | 90’                                                                      |
| 21-3-2025                                                                | Le Gosier                                                                | Guadalupa                                                                | 1 – 0                                                                    | Nicaragua                                                                | Qual. Gold Cup 2025                                                      | -                                                                        | 76’                                                                      |
| 25-3-2025                                                                | Managua                                                                  | Nicaragua                                                                | 0 – 1                                                                    | Guadalupa                                                                | Qual. Gold Cup 2025                                                      | -                                                                        | 75’                                                                      |
| 16-6-2025                                                                | Carson                                                                   | Panama                                                                   | 5 – 2                                                                    | Guadalupa                                                                | Gold Cup 2025 - 1° turno                                                 | -                                                                        | 46’                                                                      |
| 20-6-2025                                                                | San Jose                                                                 | Giamaica                                                                 | 2 – 1                                                                    | Guadalupa                                                                | Gold Cup 2025 - 1° turno                                                 | -                                                                        | 86’ 90+3’                                                                |
| 24-6-2025                                                                | Houston                                                                  | Guadalupa                                                                | 2 – 3                                                                    | Guatemala                                                                | Gold Cup 2025 - 1° turno                                                 | 1                                                                        | 45+5’ 71’                                                                |
| Totale                                                                   |                                                                          | Presenze                                                                 | 25                                                                       |                                                                          | Reti                                                                     | 9                                                                        |                                                                          |